# Circondario di Melfi
Il circondario di Melfi era uno dei quattro circondari in cui era suddivisa la provincia di Potenza, esistito dal 1861 al 1927.

## Storia
Con l'Unità d'Italia (1861) la suddivisione in province e circondari stabilita dal Decreto Rattazzi fu estesa all'intera Penisola.
Il circondario di Melfi fu abolito, come tutti i circondari italiani, nel 1927, nell'ambito della riorganizzazione della struttura statale voluta dal regime fascista. Tutti i comuni che lo componevano rimasero in provincia di Potenza.

## Suddivisione
Nel 1863, la composizione del circondario era la seguente:
1. Mandamento I di Barile
  - Barile, Ripacandida
2. Mandamento II di Bella
  - Bella, San Fele
3. Mandamento III di Forenza
  - Forenza, Maschito
4. Mandamento IV di Melfi
  - Melfi, Rapolla
5. Mandamento V di Muro Lucano
  - Castelgrande, Muro Lucano
6. Mandamento VI di Palazzo San Gervasio
  - Montemilone, Palazzo San Gervasio
7. Mandamento VII di Pescopagano
  - Pescopagano, Rapone, Ruvo del Monte
8. Mandamento VIII di Rionero in Vulture
  - Atella, Rionero in Vulture
9. Mandamento IX di Venosa
  - Lavello, Venosa